# طاقة دركليه
في الرياضيات، تعد طاقة دركليه مقياسًا لمدى تغير دالة رياضية. وبشكل تجريدي أكثر، فإنها دالة رياضية تربيعية في فضاء سوبوليف H1. وترتبط طاقة دركليه ارتباطًا وثيقًا بمعادلة لابلاس، وقد تمت تسميتها على اسم عالم الرياضيات الألماني دركليه.

## التعريف
مع الأخذ في الاعتبار المجموعة المفتوحة &Omega; &sube; Rn والدالة الرياضية u : &Omega; &rarr; R، تكون طاقة دركليه في الدالة الرياضية u هي العدد الحقيقي
{\displaystyle E[u]={\frac {1}{2}}\int _{\Omega }|\nabla u(x)|^{2}\,\mathrm {d} V,}
حيث يشير &nabla;u : &Omega; &rarr; Rn إلى حقل شعاعي متدرج للدالة الرياضية u.

## الخصائص والتطبيقات
حيث أنها عدد صحيح بقيمة غير سالبة،  فإن طاقة دركليه غير سالبة في حد ذاتها، أي E[u] 0 لكل دالة رياضية u.
حل معادلة لابلاس
{\displaystyle -\Delta u(x)=0{\text{ for all }}x\in \Omega }
(حسب الشروط الحدية الملائمة) تساوي حل مسألة التنوع للعثور على دالة رياضية u تفي بالشروط الحدية ويكون لها الحد الأدنى من طاقة دركليه.
ويطلق على مثل هذا الحل اسم الدالة الرياضية التناسفية وتعد هذه الحلول هي موضوع الدراسة في نظرية الاحتماليات.